# Paso del Rey
Paso del Rey es una ciudad ubicada en la zona oeste de Gran Buenos Aires, que integra el partido de Moreno en la provincia de Buenos Aires en Argentina.

## Historia
El nombre se originó no porque por allí haya pasado un rey, sino que los carros reales enviados por el virrey solían pasar por allí, cruzando el Río de Las Conchas, actualmente el Río Reconquista. En ese lugar se encontraba un afloramiento de roca caliza que permitía vadear el río para los viajeros que se dirigían desde o hacia Buenos Aires con el Alto Perú y el vecino Chile.
Cuando Amancio Alcorta compra las tierras que se encontraban en sus cercanías bautiza a su estancia como "Estancia Paso del Rey" de donde proviene el nombre de la localidad. Paso del Rey lleva como fecha de fundación el 15 de diciembre de 1938, al inaugurarse la estación de trenes del por entonces Ferrocarril Oeste de Buenos Aires.
Ya existía una población con anterioridad a esta fecha, formada en torno a las actividades de una fábrica de tejidos fundada en 1917 por el señor Zoccola y continuada por su familia. A esta industria se deben las primeras obras de Paso del Rey. Ya en 1923 se funda la primera escuela. El loteo más importante fue realizado el 15 de diciembre de 1946.
Con los años se fue constituyendo en esta localidad una importante actividad comercial. Dentro de los límites de esta localidad, se encuentra el Barrio Villa Zapiola. Esta población surge en 1912 cuando se realiza un remate de lotes de terreno en esas tierras, organizando las primeras obras, como el puente que hoy lleva su nombre, que permite el cruce del Río Reconquista hacia Merlo y Moreno.
El puente en cuestión se llama Falbo y fue durante muchos años de madera, siendo modernizado al hacerse las obras de saneamiento y canalización del Río Reconquista, que por fin alejó las inundaciones periódicas de la zona.
El 2 de julio de 1997 la Legislatura de la Provincia de Buenos Aires declaró "Ciudad" a esta localidad del oeste del conurbano bonaerense, designación que originó la creación del escudo de la nueva Ciudad. Este escudo, diseñado por Juan Manuel Vega, fue la pieza que obtuvo el primer premio en el concurso organizado como parte de los festejos emancipadores, fijados para el 13 de diciembre de ese año, suspendidos por factores climáticos adversos y jamás realizado. El jurado de este concurso fue integrado por tres artistas de magnitud: Carlos Scannapieco, Manuela Pintos Tizanos e Ivonne Beribey.
Este Escudo fue aprobado por el Honorable Concejo Deliberante de Moreno, el día 11 de octubre del año 2000, mediante Ordenanza N.º 715/00.

## Geografía

### Demografía
Según el último censo, la población ascendía a 41,775 habitantes (Indec, 2001), de los cuales el 50,88 % eran mujeres.

### Barrios
Los barrios que comprende Paso del Rey son:
- Alcorta
- Arca Este
- Asunción
- Bongiovanni I
- Barrio Puente Márquez
- Complejo Puente Márquez
- Itatí
- La Quebrada
- Los Franciscanos
- Parque Paso del Rey
- Paso del Rey Centro I
- Paso del Rey Centro II
- Puente Falbo
- Sambrizzi
- Sanguinetti
- Villa Zapiola
- Villa Zapiola Sur

## Transporte
Paso del Rey cuenta con una estación del Ferrocarril Sarmiento con servicios a la Estación Once de Septiembre en el barrio de Balvanera de la ciudad de Buenos Aires con un recorrido de 34 km.
Hay servicios de colectivos que unen la localidad con otros sitios del Gran Buenos Aires, como ser las líneas 57, 136, 302 y 312.
Colectivos internos "la perlita" ramales como el 501 (12/4/34/2/37)

## Personajes
- Gregorio Klimovsky, matemático y filósofo[4][5]
- Agustín Gennoni, comunicador
- Julio Riccardi, actor - docente teatral
- Tormenta, cantante
- Los Bambis, conjunto musical popular
- Pablo Moret, actor
- Los de Bacatá, conjunto musical popular.
- Víctor Heredia, cantante
- Leonardo Javier Veterale, comediante, actor, creador del personaje La Barby
- Facundo Hernández, jugador YPF Infinia.

## Parroquias de la Iglesia católica en Paso del Rey
| Diócesis   | Merlo-Moreno                             |
| ---------- | ---------------------------------------- |
| Parroquias | Inmaculada Concepción, San Juan Bautista |

## Galería de fotos

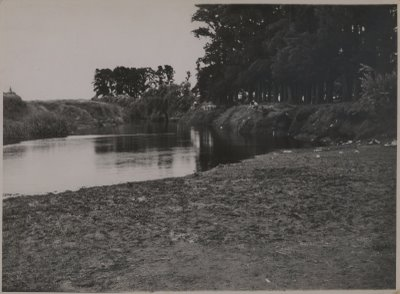
Recodo del Río Reconquista frente a Paso del Rey (1946).(Foto cedida por Apromac Paso del Rey)
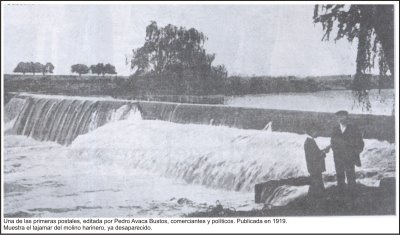
Tajamar del molino harinero en donde luego se instalara la fábrica de tejidos Zoccola (año 1914)
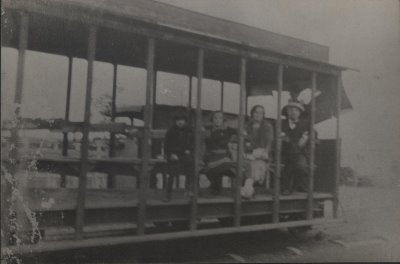
Tranvía a caballos que unía Paso del Rey con Moreno (alrededor de 1920). (Foto cedida por Apromac Paso del Rey).
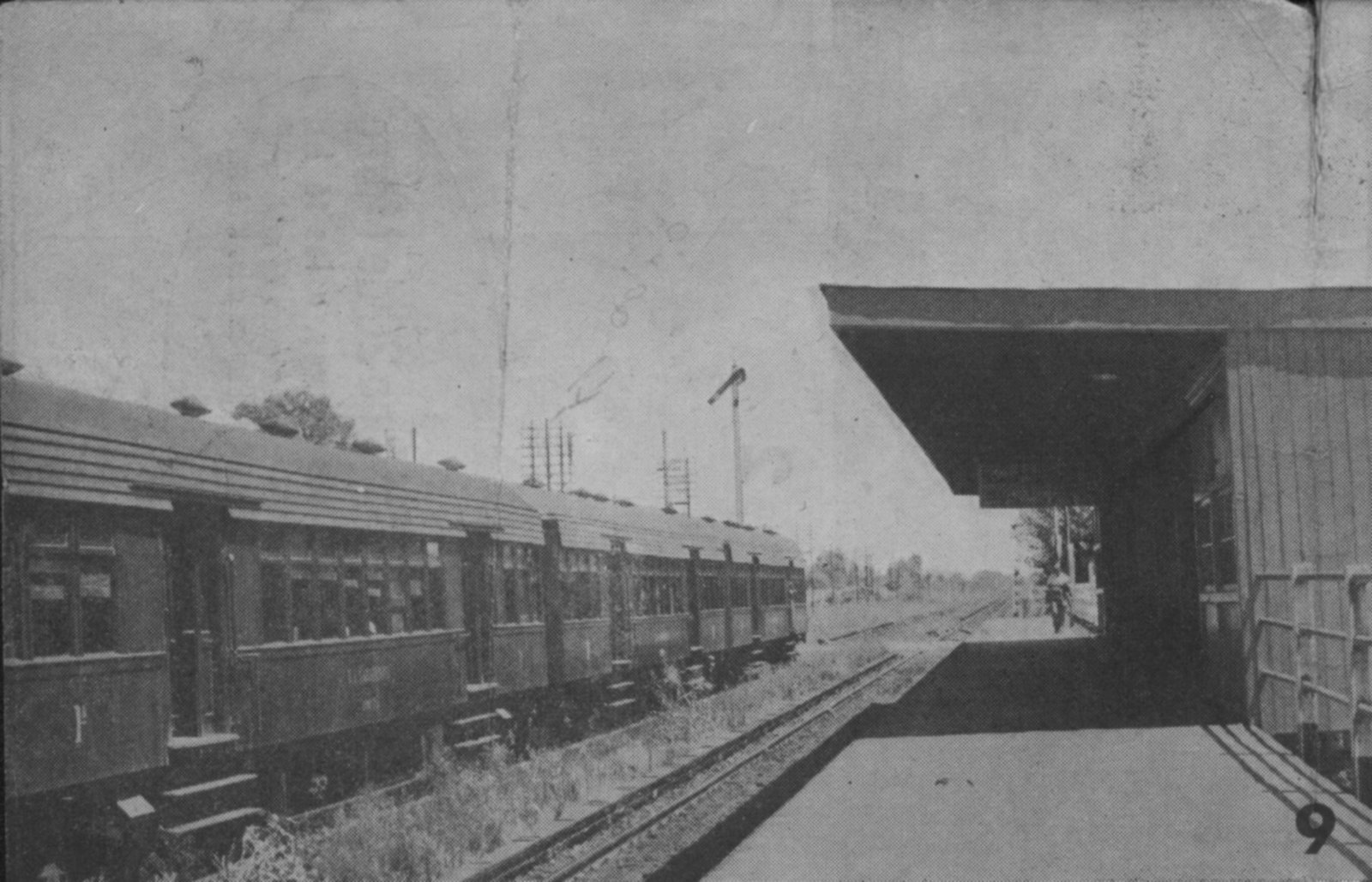
Estación Paso del Rey en la década de 1940.(Foto cedida por Apromac Paso del Rey)
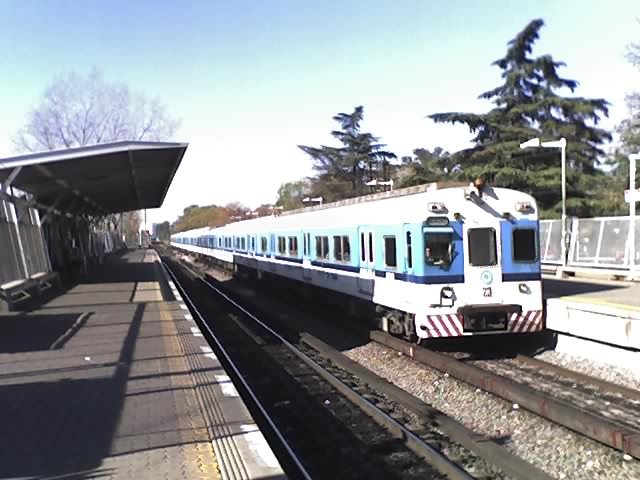
Estación Paso del Rey en el año 2008
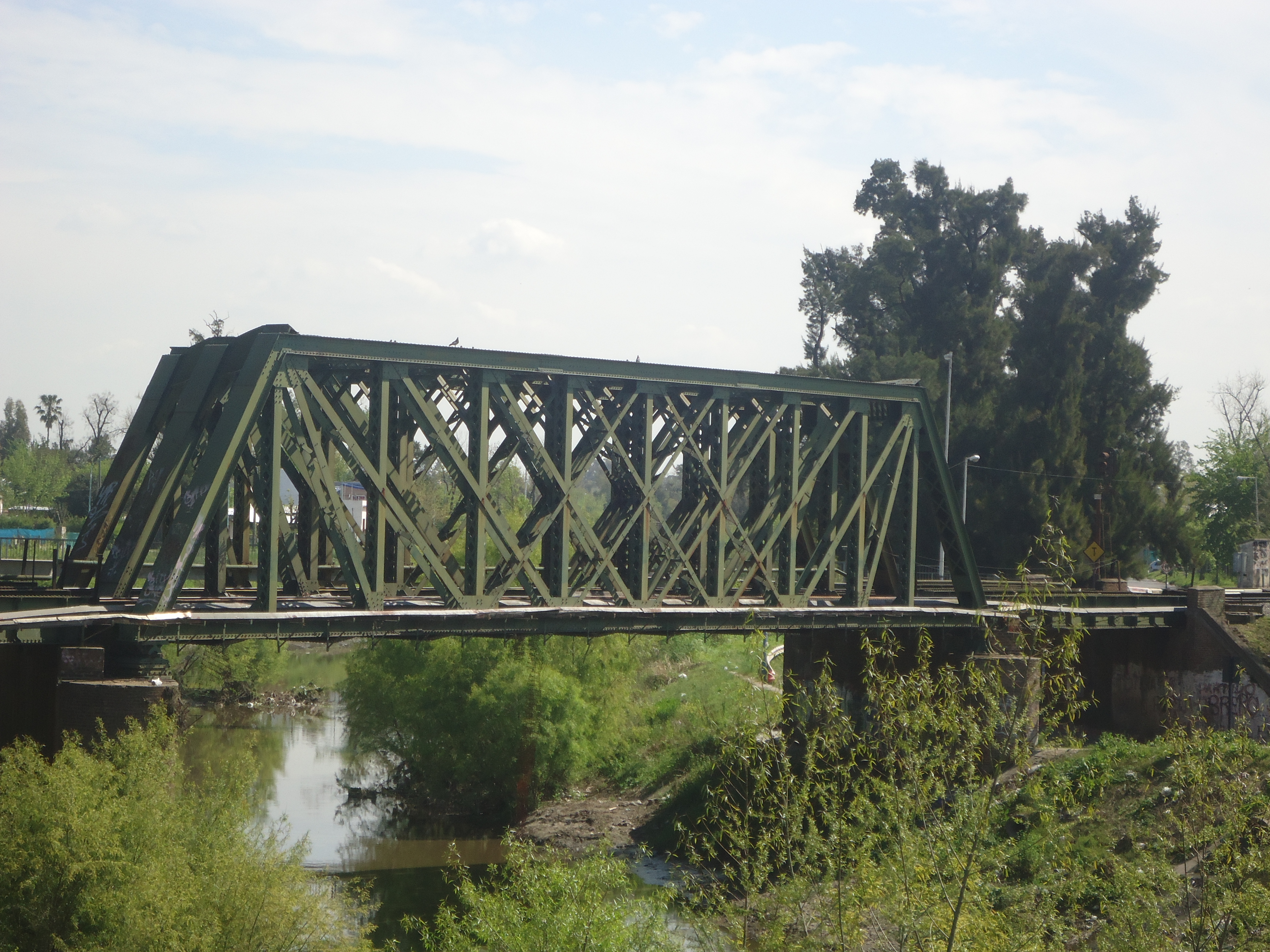
Puente sobre el río Reconquista
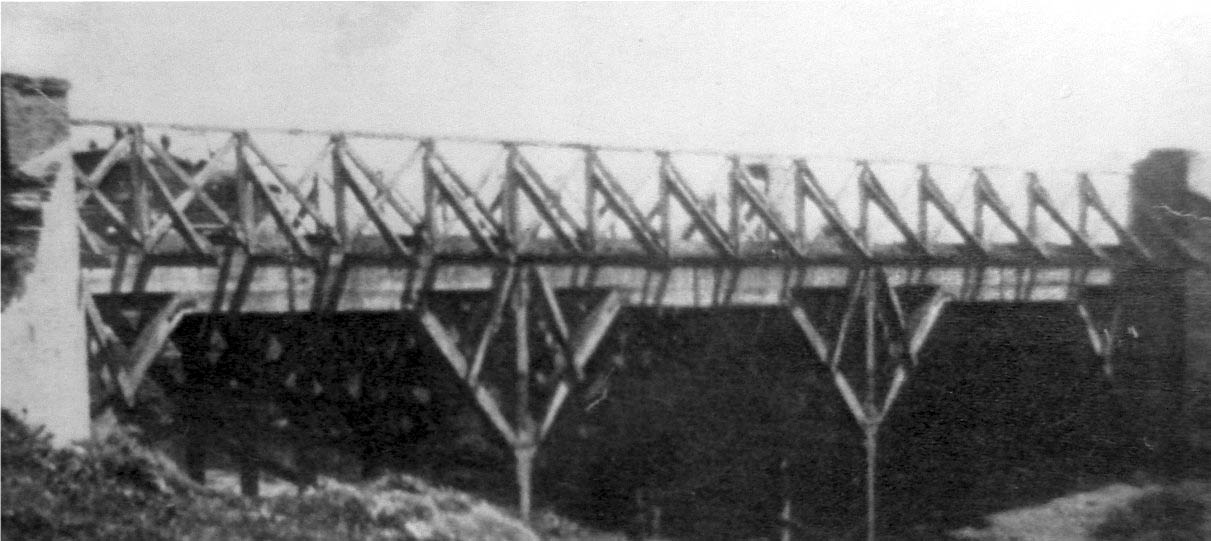
Puente de Márquez, construido en 1773
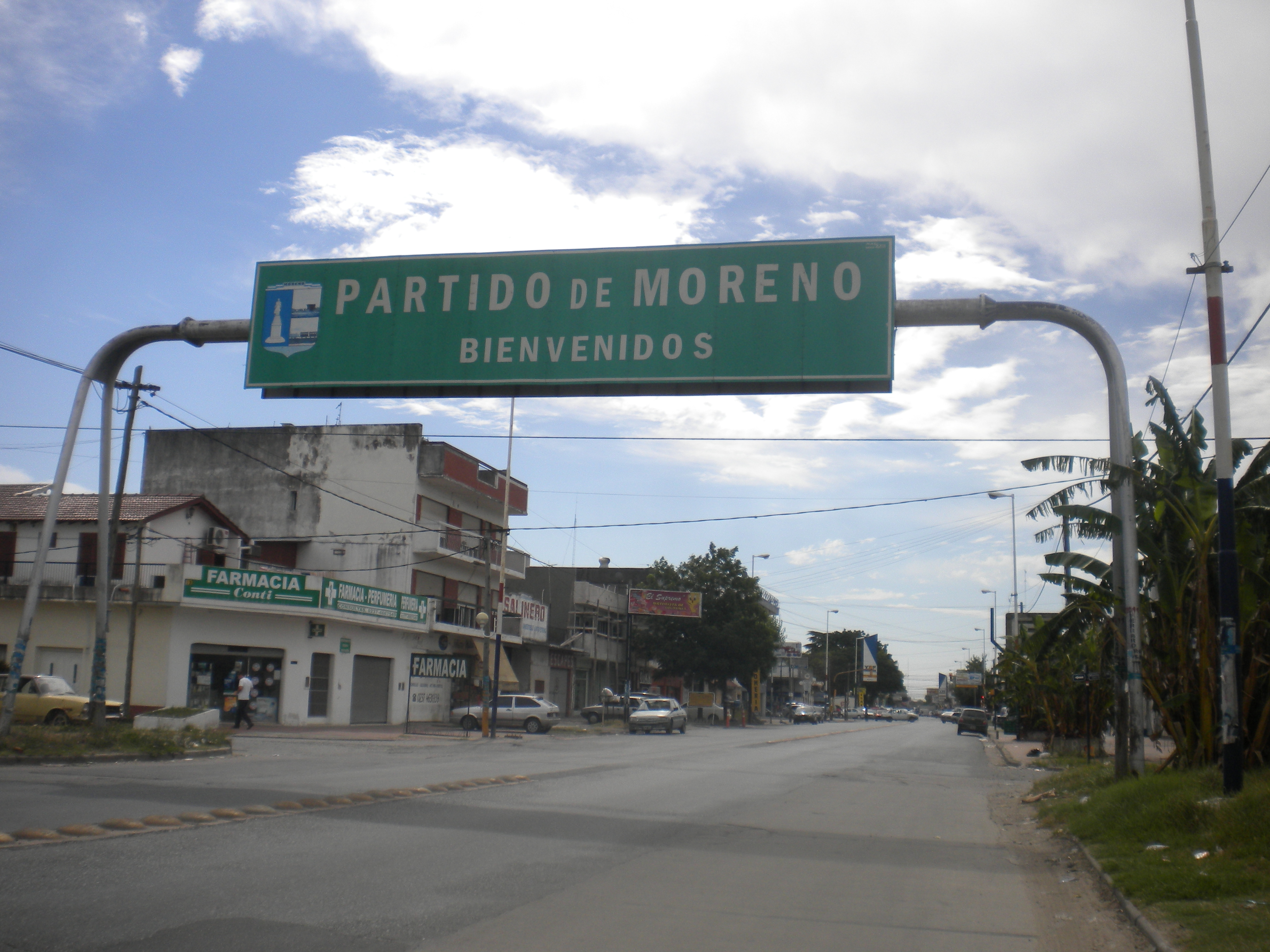
Cartel de bienvenida al partido de Moreno
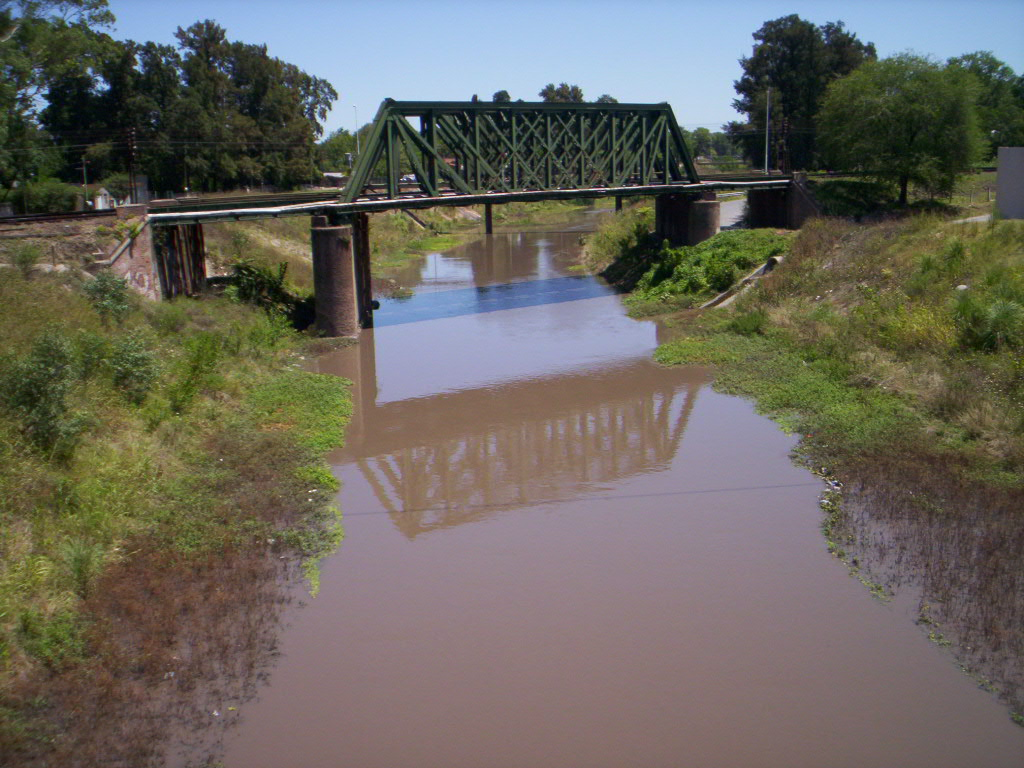
Puente ferroviario del FFCC. Sarmiento cruzando el Río Reconquista
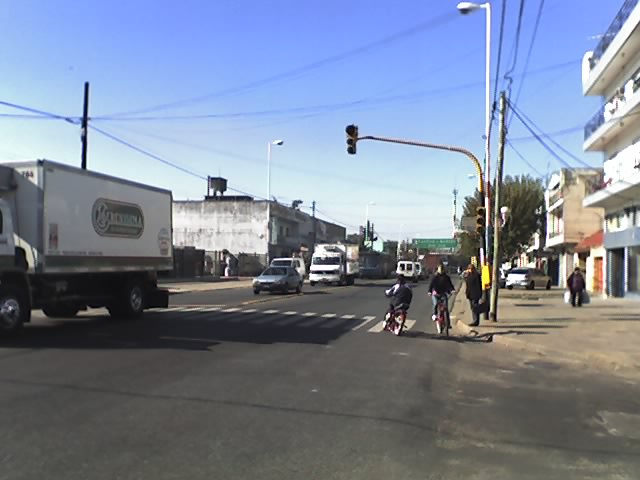
Avenida Mitre, junio de 2008.